# Clavulina arcuatus
Clavulina arcuatus é uma espécie de fungo pertencente à família Clavulinaceae.